# Кошелевка (Ульяновская область)
Кошелевка — деревня в Карсунском районе Ульяновской области. Входит в состав Новопогореловского сельского поселения.

## География
Находится на реке Сухая Карсунка, на расстоянии примерно 13 километров по прямой на запад от районного центра поселка Карсун.

## История
В 1780 году, при создании Симбирского наместничества, село Кошелевка, при речке Сухом Карсуне, помещиковых крестьян, вошло в состав Карсунского уезда.
В 1790 году прихожанами был построен новый деревянный приписной храм. Престол в нём во имя Святителя и Чудотворца Николая. Церковно-приходская школа открыта в 1887 году. Церк.- приход. попечительство существует с 1898 года, помещается в собственном здании.
В 1859 году село Кошелевка, удельных крестьян, входило во 2-й стан Карсунского уезда Симбирской губернии.
В 1913 году в селе Кошелевка было 105 дворов, 699 жителей, деревянная Николаевская церковь (не сохранилась). В 1996 – население составляло 49 чел. В деревне находился в тот год центр коопхоза им. Чапаева.

## Население
Население составляло: в 1780 г. - 331 человек. В 1859 г. - в 81 дворе жило: 293 м. и 348 ж.; В 1900 г. прихожан в с. Кошелевке (при рч. Сухой Карсунке, н. р.) в 76 двор. 238 м. и 257 ж.; 33 человека в 2002 году (русские 85%), 9 - по переписи 2010 года.